# Majlinda Dhuka
Majlinda Dhuka ist eine albanische Politikerin der Sozialistischen Partei Albaniens PSSh (Partia Socialiste e Shqipërisë), die seit 2022 im Kabinett Rama III Staatsministerin und Chef-Unterhändlerin für die Beitrittsverhandlungen Albaniens mit der Europäischen Union ist.

## Leben
Majlinda Dhuka absolvierte nach dem Schulbesuch ein Studium der Rechtswissenschaften an der juristischen Fakultät der Universität Tirana sowie mehrere Postgraduiertenstudien und Schulungen im In- und Ausland im öffentlichen Recht der Europäischen Union, am European Public Law Center und an der Universität Athen, wo sie einen Master in European Studies erwarb. Des Weiteren absolvierte sie einen Studiengang für Internationale Beziehungen und Diplomatie sowie Führung, Innovation und Wirtschaftsführung an der John F. Kennedy School of Government der Harvard University. Danach übernahm sie mehrere Führungsfunktionen in Direktionen und Abteilungen für Entwicklung und strategische Planung in der Stadtverwaltung von Tirana sowie in der Entwicklungszusammenarbeit und Auslandshilfe. Sie war zudem ferner Direktorin  der Abteilung für Entwicklung und Auslandshilfe im Büro von Ministerpräsident Edi Rama sowie stellvertretende Generalsekretärin des Ministerrates. Des Weiteren unterrichtete sie als Dozentin an der Magistratsschule (shkollën e Magjistraturës) sowie an der juristischen Fakultät der Universität Tirana und war Mitglied des Aufsichtsrates des Hafens Porti Detar in Shëngjin.
Im Juli 2022 wurde sie als Staatsministerin (Ministër Shteti) in das Kabinett Rama III berufen und übernahm als Nachfolgerin von Botschafter Zef Mazi den Posten als Chef-Unterhändlerin (Kryenegociator) für die Beitrittsverhandlungen Albaniens mit der Europäischen Union.